# Sophronica richardmolardi
Sophronica richardmolardi är en skalbaggsart som beskrevs av Pierre Lepesme och Stefan von Breuning 1952. Sophronica richardmolardi ingår i släktet Sophronica och familjen långhorningar. Inga underarter finns listade i Catalogue of Life.